# Glen MacWilliams
Pour les articles homonymes, voir MacWilliams.
Glen MacWilliams, né le 21 mai 1898 à Saratoga (Californie), mort le 15 avril 1984 à Seal Beach (Californie), est un directeur de la photographie américain, membre de l'ASC.

## Biographie
Au cinéma, Glen MacWilliams débute comme premier assistant opérateur sur huit films muets américains sortis en 1916 et 1917 (ayant tous pour vedette Douglas Fairbanks), dont six aux côtés de Victor Fleming (alors chef opérateur).
Pour ses premiers films comme directeur de la photographie, sortis à partir de 1918, il retrouve notamment Fairbanks et Fleming, comme dans Sa Majesté Douglas de Joseph Henabery (1919). Jusqu'en 1946, il contribue ainsi à quatre-vingt-seize films, la plupart américains.
Toutefois, il travaille également en Angleterre sur plusieurs films britanniques sortis de 1933 à 1940, majoritairement produits par Gaumont British Picture Corporation, comme Le Chant du Danube d'Alfred Hitchcock (1934, avec Esmond Knight et Edmund Gwenn) et Les Mines du roi Salomon de Robert Stevenson (1937, avec Cedric Hardwicke et Paul Robeson). Mentionnons aussi un film musical franco-germano-britannique de Carmine Gallone et Serge Véber (version française sortie en 1934, avec Jan Kiepura et Danielle Darrieux, titrée Mon cœur t'appelle, et version anglaise sortie en 1935, avec Jan Kiepura et Marta Eggerth, titrée My Heart is calling you).
Aux États-Unis, Glen MacWilliams retrouve Hitchcock sur Lifeboat (1944, avec Tallulah Bankhead et William Bendix), lequel lui vaut en 1945 une nomination à l'Oscar de la meilleure photographie. Parmi ses autres films notables, citons Oliver Twist de Frank Lloyd (1922, avec James A. Marcus et Jackie Coogan), Lazybones de Frank Borzage (1925, avec Buck Jones et Zasu Pitts), The Front Page de Lewis Milestone (1931, avec Adolphe Menjou et Pat O'Brien), ou encore Fantômes déchaînés d'Alfred L. Werker (1942, avec Laurel et Hardy).
Après 1946, il ne revient au cinéma que pour deux ultimes films sortis en 1958. Sinon, Glen MacWilliams travaille à la télévision sur quinze séries, entre 1958 et 1965, dont quatre épisodes de la série-western Au nom de la loi (1959) et six épisodes de la série policière Les Incorruptibles (1962-1963). Il contribue également à deux téléfilms, respectivement diffusés en 1960 et 1966 (un western, après lequel il se retire).

## Filmographie partielle

### Au cinéma
(films américains, comme directeur de la photographie, sauf mention contraire)
- 1916 : American Aristocracy de Lloyd Ingraham (premier assistant opérateur)
- 1916 : The Matrimaniac de Paul Powell (premier assistant opérateur)
- 1917 : Le Sauveur du ranch de Joseph Henabery (premier assistant opérateur)
- 1917 : Douglas le nouveau D'Artagnan (A Modern Musketeer) d'Allan Dwan (premier assistant opérateur)
- 1918 : Headin' South d'Allan Dwan et Arthur Rosson
- 1918 : Say ! Young Fellow (en) de Joseph Henabery
- 1918 : Le Lieutenant Douglas (Arizona) de Douglas Fairbanks
- 1919 : Douglas brigand par amour (The Knickerbocker Buckaroo) d'Albert Parker
- 1919 : Sa Majesté Douglas (His Majesty, the American) de Joseph Henabery

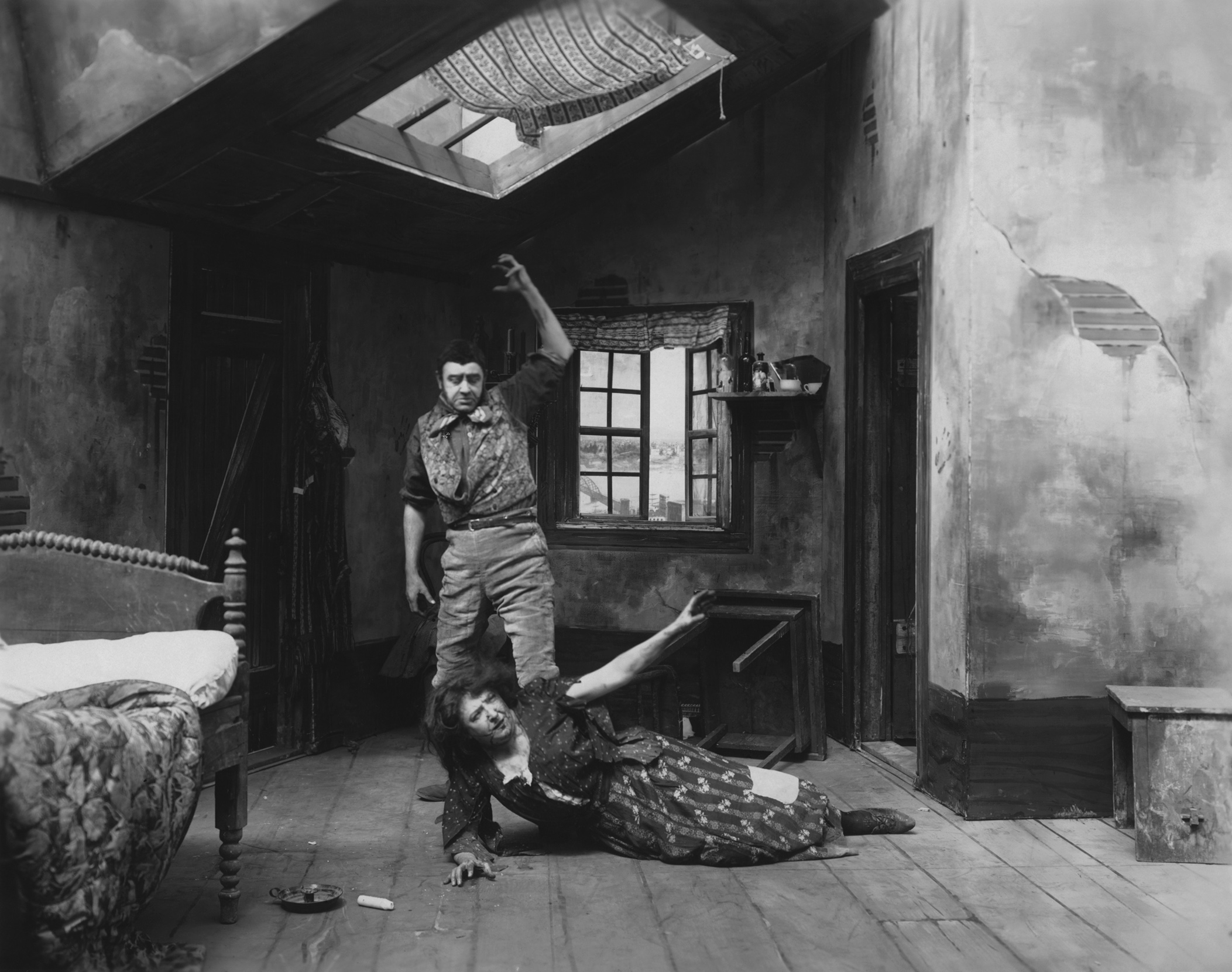
Scène dOliver Twist (1922) :
James A. Marcus et Aggie Herring

- 1920 : Le Tour du monde d'un gamin irlandais (The Luck of the Irish) d'Allan Dwan
- 1920 : Kismet de Louis J. Gasnier
- 1921 : Janette et son Prince  (Lovetime) de Howard M. Mitchell
- 1922 : Oliver Twist de Frank Lloyd
- 1922 : Chagrin de gosse (Trouble) d'Albert Austin
- 1923 : L'Araignée et la Rose (The Spider and the Rose) de John McDermott
- 1923 : Quicksands de Jack Conway
- 1923 : Le Roman d'une reine (Rupert of Hentzau) de Victor Heerman
- 1924 : The Mine with the Iron Door de Sam Wood
- 1924 : Capitaine Janvier (Captain January) de Edward F. Cline
- 1925 : La Chance d'un joueur (The Wheel) de Victor Schertzinger
- 1925 : The Re-Creation of Brian Kent (en) de Sam Wood
- 1925 : Notre héros (Lazybones) de Frank Borzage
- 1926 : The Return of Peter Grimm de Victor Schertzinger
- 1927 : La Belle apprivoisée (Pajamas) de John G. Blystone
- 1928 : Win that Girl de David Butler
- 1929 : Je suis un assassin (The Valiant) de William K. Howard
- 1929 : Magie noire (Black Magic) de George B. Seitz
- 1930 : Terre commune (Common Clay) de Victor Fleming
- 1930 : Le Tigre de l'Arizona (The Arizona Kid) d'Alfred Santell
- 1930 : Le Loup des mers (The Sea Wolf) d'Alfred Santell
- 1931 : The Front Page de Lewis Milestone
- 1931 : Body and Soul d'Alfred Santell
- 1932 : While Paris sleeps d'Allan Dwan
- 1932 : Hat Check Girl de Sidney Lanfield
- 1932 : Rebecca of Sunnybrook Farm (en) d'Alfred Santell
- 1933 : Cavalcade de Frank Lloyd (photographie de seconde équipe)
- 1933 : Sleeping Car d'Anatole Litvak (film britannique)
- 1933 : A Cuckoo in the Nest de Tom Walls (film britannique)
- 1934 : Toujours vingt ans (Evergreen) de Victor Saville (film britannique)
- 1934 : The Camels are coming de Tim Whelan et Robert Stevenson (film britannique)
- 1934 : Le Chant du Danube (Waltzes from Vienna) d'Alfred Hitchcock (film britannique)
- 1934 : Le Clairvoyant (The Clairvoyant) de Maurice Elvey (film britannique)
- 1934 : Mon cœur t'appelle de Carmine Gallone et Serge Véber (film franco-allemand, version française de Mein Herz ruft nacht dir, même année de sortie, de Carmine Gallone)
- 1934 : Toujours vingt ans (Evergreen) de Victor Saville
- 1935 : My Heart is calling you de Carmine Gallone (film franco-germano-britannique, version anglaise de Mein Herz ruft nacht dir pré-cité)
- 1935 : Heat Wave de Maurice Elvey (film britannique)
- 1935 : First a Girl de Victor Saville (film britannique)
- 1935 : The Night of the Party de Michael Powell (film britannique)
- 1936 : It's Love Again (en) de Victor Saville (film britannique)
- 1937 : Les Mines du roi Salomon (King Somolon's Mines) de Robert Stevenson (film britannique)
- 1937 : The Great Barrier (en) de Geoffrey Barkas et Milton Rosmer (film britannique)
- 1941 : Quel pétard ! (Great Guns) de Monty Banks
- 1941 : Dressed to Kill d'Eugene Forde
- 1942 : Young America de Louis King
- 1942 : Fantômes déchaînés (A-Haunting we will go) d'Alfred L. Werker
- 1942 : Blue, White and Perfect d'Herbert I. Leeds
- 1942 : Sundown Jim de James Tinling
- 1942 : The Man in the Trunk de Malcolm St. Clair
- 1943 : Chetniks de Louis King
- 1943 : Fleur d'hiver (Wintertime) de John Brahm
- 1944 : Lifeboat d'Alfred Hitchcock
- 1944 : La Victoire des ailes (Winged Victory) de George Cukor
- 1944 : Roger Touhy, Gangster (en) : de Robert Florey
- 1944 : Le Porte-avions X (Wing and a Prayer) d'Henry Hathaway
- 1945 : The Spider de Robert D. Webb
- 1945 : Within These Walls d'H. Bruce Humberstone
- 1946 : Shock d'Alfred L. Werker
- 1946 : If I'm Lucky (en) de Lewis Seiler
- 1958 : A Lust to Kill (it) d'Oliver Drake

### À la télévision (séries)
- 1958 : Bat Masterson
  - Saison 1, épisode 1 Double Showdown
- 1959 : Au nom de la loi (Wanted : Dead or Alive)
  - Saison 2, épisode 10 Sans pitié (Reckless) de R. G. Springsteen, épisode 11 Un étrange garçon (Desert Seed) de Don McDougall, épisode 12 Douze heures de voyage (Twelve Hours to Crazy Horse), et épisode 13 Piste sans retour (No Trail Back) de Don McDougall
- 1962-1963 : Les Incorruptibles (The Untouchables), première série
  - Saison 3, épisode 17 La Relève (Takeover, 1962) de Bernard L. Kowalski, épisode 18 Les Frères Stryker (The Stryker Brothers, 1962) de Stuart Rosenberg, et épisode 19 Drogué du risque (Element of Danger, 1962) de Bernard L. Kowalski
  - Saison 4, épisode 12 Les Loups entre eux (Double Cross, 1962) de Paul Wendkos, épisode 14 Le Spéculateur (The Speculator, 1963), et épisode 18 Le Globe de la mort (Globe of Death, 1963)
- 1963 : Mon martien favori (My Favorite Martian)
  - Saison 1, épisode 1 My Favorite Martin de Sheldon Leonard

## Distinction
- Nomination à l'Oscar de la meilleure photographie :
  - En 1945, catégorie noir et blanc, pour Lifeboat.

## Note
1. ↑  Ce film a également fait l'objet d'une version allemande réalisée par Carmine Gallone, titrée Mein Herz ruft nacht dir et sortie en 1934, avec Jan Kiepura et Marta Eggerth.